# Katharina von Bora
Katharina von Bora, được gọi là "die Lutherin" (29 tháng 1 năm 1499 - 20 tháng 12 năm 1552), là vợ của Martin Luther, nhà lãnh đạo của Cải cách Tin Lành. Ngoài những gì được tìm thấy trong các tác phẩm của Luther và của một số người đương thời của ông, người ta ít có thông tin về bà. Mặc dù vậy, Katharina thường được coi là một trong những người tham gia quan trọng nhất của cuộc cải cách vì vai trò của bà trong việc giúp đỡ để xác định cuộc sống gia đình Tin lành và thiết lập các giai điệu cho cuộc hôn nhân giáo sĩ.